# Microdynamis
Microdynamis is een geslacht van vogels uit de familie koekoeken (Cuculidae). Het geslacht telt één soort.

## Soorten
- Microdynamis parva – Baardkoekoek